# Nolima infensa
Nolima infensa är en insektsart som beskrevs av Luisa Eugenia Navas 1924. Nolima infensa ingår i släktet Nolima och familjen fångsländor. Inga underarter finns listade i Catalogue of Life.